# Сборная Гайаны по футболу
Сборная Гайаны (англ. Guyana national football team) — представляет Гайану на международных футбольных турнирах и в товарищеских матчах. Управляющая организация — Федерация футбола Гайаны, которая ведёт свой отсчёт с 1902 года. Является членом ФИФА (с 1970 года), КОНКАКАФ (с 1961 года, несмотря на то, географически Гайана располагается в Южной Америке) и КФС. До 1966 года была известна как Сборная Британской Гвианы.

## История
Сборная Гайаны является одним из аутсайдеров зоны КОНКАКАФ. «Золотые ягуары» ни разу не принимали участия в Чемпионатах мира.
Наивысшее достижение сборной — групповой этап Золотого Кубка КОНКАКАФ 2019 и четвёртое место на Кубке Карибских островов в 1991 году. В сезоне 2006/07 южноамериканская сборная чуть было не стала автором мини-сенсации — «Ягуары» блестяще преодолели два квалификационных этапа к Кубку Карибских островов 2007, одержав победы во всех шести матчах с разницей забитых — пропущенных мячей в +22 (24—2), а в финальной части Кубка лишь по разнице забитых — пропущенных мячей пропустили вперёд на заветное второе место в группе сборную Кубы, которая в итоге и отобралась на Золотой кубок КОНКАКАФ 2007.
В 2019 она впервые прошла квалификацию и попала на Золотой кубок КОНКАКАФ 2019.

## Чемпионат мира
- 1930 — 1974 — не являлась членом ФИФА
- 1978 — 1998 — не прошла квалификацию
- 2002 — бросила отборочный турнир
- 2006 — 2026 — не прошла квалификацию

## Золотой кубок КОНКАКАФ
Чемпионат наций КОНКАКАФ
- 1963 — 1969 — не принимала участия
- 1971 — не прошла квалификацию
- 1973 — не принимала участия
- 1977 — не прошла квалификацию
- 1981 — не прошла квалификацию
- 1985 — не прошла квалификацию
- 1989 — не прошла квалификацию

Золотой кубок КОНКАКАФ
- 1991 — 1996 — не прошла квалификацию
- 1998 — не принимала участия
- 2000 — 2003 — не прошла квалификацию
- 2005 — снялась с соревнований по ходу отбора
- 2007 — 2017 — не прошла квалификацию
- 2019 — групповой этап
- 2021 — не прошла квалификацию

## Кубок Карибских островов
- 1989 — не принимала участия
- 1990 — чемпионат был прерван и не доигран
- 1991 — 4-е место
- 1992 — 1999 — не прошла квалификацию
- 2001 — не прошла квалификацию
- 2005 — не прошла квалификацию
- 2007 — групповой раунд
- 2008 — не прошла квалификацию